# Строппьяна
Строппьяна (итал. Stroppiana) — коммуна в Италии, располагается в регионе Пьемонт, в провинции Верчелли.
Население составляет 1240 человек (2008 г.), плотность населения составляет 67 чел./км². Занимает площадь 18 км². Почтовый индекс — 13010. Телефонный код — 0161.
Покровителем коммуны почитается святой Архангел Михаил, празднование 29 сентября.

## Демография
Динамика населения:

## Администрация коммуны
- Официальный сайт: